# 3578 Carestia
A 3578 Carestia (ideiglenes jelöléssel 1977 CC) egy kisbolygó a Naprendszerben. Félix Aguilar Obszervatórium fedezte fel 1977. február 11-én.